# Мошинский, Казимир
Казими́р Тео̀фил Франчи́шек Моши́нский (пол. Kazimierz Teofil Franciszek Moszyński; род. 5 марта 1887 г. в Варшаве, ум. 30 марта 1959 г. в Кракове) — польский этнограф, этнолог и славист, педагог.

## Биография
Закончив реальную гимназию в Варшаве, в 1906—1909 гг. изучал биологию в Швейцарии. Узнав о смерти отца, прервал обучение и вернулся в Польшу, а в 1910 году поступил в Академию искусств в Кракове для обучения рисунку у Юзефа Мехоффера. Под влиянием интереса к Молодой Польше, a особенно из-за очарования Станиславом Выспянским планировал написать историческую драму о войне славян-язычников с христианством, а в процессе поиска материала для этого произведения стал интересоваться культурой крестьян. Уже в это время у него появилась мысль, что сведения о глубокой древности можно получать путём исследования народной культуры. Чтобы иметь возможность собирать этнографический материал в деревне, в 1912-17 гг. работал в качестве домашнего учителя, подготавливая деревенскую молодёжь к гимназическим экзаменам. Одновременно он проводил местные этнографические исследования и занимался самообразованием, читая книги по этнологии, социологии, философии, языкознанию и археологии. В это время Мошинский, благодаря поддержке Фонда им. Юзефа Мяновского (пол. Kasa im. Józefa Mianowskiego) начал проводить первые систематические этнографические исследования в восточном Полесье, которые был вынужден прервать через 6 недель из-за начала Первой мировой войны. Материалы, полученные в ходе этой экспедиции,были подготовлены к печати еще в 1918 г., но увидели свет только в 1928 г. под названием «Восточное Полесье».
В 1918 году вернулся в Варшаву, где сначала работал воспитателем в интернате, а с 1919 года секретарём в Высшей школе сельского хозяйства (пол. Szkoła Główna Gospodarstwa Wiejskiego). В 1920 г. пошёл в армию добровольцем, был награждён Крестом доблестных.1 сентября 1922 г. стал старшим ассистентом, а в 1924 г. руководителем отделения славянской этнологии Археологического института в Варшавском научном обществе и с этого момента смог полностью посвятить себя научной работе. К. Мошинский начал проводить первые в Польше плановые и систематичные полевые исследования материальной культуры . Благодаря значительному багажу научных работ, по предложению и при поддержке Казимира Нича и Яна Розвадовского 1 января 1926 г. получил должность заместителя профессора и заведующего кафедрой славянской этнографии в Славянском институте Ягеллонского университета. В 1926 г. Мошинский предпринимает еще одну этнографическую поездку, получившую название «Орбис». В 1930 г. стал экстраординарным профессором, в 1934 г. — ординарным. С 1 сентября 1935 г. до весны 1945 г. находился в Вильнюсе, где до 1940 г. заведовал кафедрой этнологии и этнографии Вильнюсского университета. В мае 1945 г. вернулся в Краков и с этого момента и до смерти заведовал кафедрой славянской этнографии Ягеллонского университета. С 1929 г. был редактором этнографического отдела журнала «Lud Słowiański».
Был похоронен в семейном склепе на Брудновском кладбище (пол. Cmentarz Bródnowski) в Варшаве.

## Книги
- Badania nad pochodzeniem i pierwotną kulturą Słowian (1925)
- Polesie Wschodnie (1928)
- Ethnographische Studien in Ostpolen (1929)
- Kultura ludowa Słowian (cz. I., 1929)
- Kultura ludowa Słowian (cz. II., 1939)
- Atlas kultury ludowej w Polsce (ч. 1-3 1934-36)
- Pierwotny zasiąg języka prasłowiańskiego (1957)
- Człowiek. Wstęp do etnografii powszechnej i etnologii (1958)